# Росвајн
Росвајн (њем. Roßwein) град је у њемачкој савезној држави Саксонија. Једно је од 61 општинског средишта округа Средња Саксонија. Према процјени из 2010. у граду је живјело 7.153 становника. Посједује регионалну шифру (AGS) 14522510.

## Географски и демографски подаци
Росвајн се налази у савезној држави Саксонија у округу Средња Саксонија. Град се налази на надморској висини од 204 метра. Површина општине износи 29,2 km². У самом граду је, према процјени из 2010. године, живјело 7.153 становника. Просјечна густина становништва износи 245 становника/km².